# Papaver nordhagenianum
Papaver nordhagenianum är en vallmoväxtart som beskrevs av A. Löve. Papaver nordhagenianum ingår i släktet vallmor, och familjen vallmoväxter. Inga underarter finns listade i Catalogue of Life.